# Бернштейнианство
Бернштейнианство — течение в социал-демократии, родоначальником которого был Э. Бернштейн, провозгласившее пересмотр («ревизию», отсюда пейоративный термин ревизионизм) основных положений марксизма. В качестве основания указывалось на их несоответствие изменившимся условиям. Бернштейнианство — разновидность реформизма, прогрессивизма и эволюционного социализма, ориентированного на отказ от социальной революции, на борьбу за права трудящихся с использованием демократических институтов государства.

## Возникновение
Отправной точкой бернштейнианства стала серия статей Бернштейна, напечатанная в 1896—1898 годах в теоретическом органе германской социал-демократической партии «Die Neue Zeit» («Новое Время») под общим заголовком «Проблемы социализма», где он подверг суровой критике философское и экономическое учение Маркса. Наибольшей критике подвергалась марксистская идея диктатуры пролетариата (угнетённого большинства). Бернштейн доказывал, что история ведёт не к углублению пропасти между магнатами капитализма и пролетариатом, а к её заполнению; ожидание катаклизма не основательно, и должно быть заменено верой в постепенную эволюцию, ведущей постепенно к социализации общественного строя. Политические привилегии капиталистической буржуазии во всех передовых странах шаг за шагом уступают демократическим учреждениям: в обществе все сильнее сказывается протест против капиталистической эксплуатации. В марте 1899 года статьи Бернштейна вышли отдельной книгой под заглавием «Предпосылки социализма и задачи социал-демократии». Появление бернштейнианства было вызвано быстрым ростом экономики, научно-техническим прогрессом, увеличением прослойки высокооплачиваемых и высококвалифицированных рабочих в промышленно развитых странах Европы и США конца XIX века, ростом прослойки среднего класса и приходом к власти социал-демократов в ряде этих стран. 
Идеи Бернштейна раскололи социал-демократическое движение. К бернштейнианству примкнули германские правые социал-демократы (Э. Давид, Г. Фольмар и др.), французские мильеранисты, голландские правые и т. п. В России идеи были популярны среди «легальных марксистов» (П. Б. Струве) и «экономистов» (С. Н. Прокопович, Е. Д. Кускова). Г. В. Плеханов в июле 1898 года напечатал статью «Бернштейн и материализм» в журнале «Die Neue Zeit» с критикой бернштейнианства. Борьбу с бернштейнианством вели В. И. Ленин, Ф. Меринг, П. Лафарг, А. Лабриола, Р. Люксембург. Русская цензура благосклонно отнеслась к бернштейнианству. Книга Бернштейна выдержала в России три издания. Зубатов включил её в число книг, рекомендованных для чтения рабочим. На съездах германской социал-демократической партии — Штутгартском (октябрь 1898), Ганноверском (октябрь 1899) и Любекском (сентябрь 1901) бернштейнианство было осуждено, но партия не отмежевалась от Бернштейна. Бернштейнианцы продолжали открыто пропагандировать свои идеи в своем теоретическом органе «Sozialistische Monatshefte» («Социалистический Ежемесячник») и в партийных организациях.
По словам В. И. Ленина, Бернштейном и его последователями «отрицалась возможность научно обосновать социализм и доказать, с точки зрения материалистического понимания истории, его необходимость и неизбежность; отрицался факт растущей нищеты, пролетаризации и обострения капиталистических противоречий; объявлялось несостоятельным самое понятие о „конечной цели“ и безусловно отвергалась идея диктатуры пролетариата; отрицалась принципиальная противоположность либерализма и социализма; отрицалась теория классовой борьбы, неприложимая будто бы к строго демократическому обществу, управляемому согласно воле большинства, и т. д.».

## Предвоенные и послевоенные годы
В 1920-е годы многие социал-демократические партии и правые социалистические партии Европы (например, британские лейбористы) включают в свои программы идеи, близкие бернштейновским.
В 1959 году СДПГ принимает Годесбергскую программу, основанную на идеях реформизма. Западногерманский политолог Томас Майер писал:

Основная структура бернштейновской концепции социализма сегодня сознательно или бессознательно стала основой программ большинства западноевропейской социал-демократии.— Meyer Th. Bernsteins konstruktiver Sozialismus: Eduard Bernsteins Beitrag zur Theorie des Sozialismus. Berlin, 1977. S. 4.